# Antonio Pucci (poeta)
Antonio Pucci (Firenze, 1310 circa – Firenze, 1388) è stato un poeta italiano. Fu uno dei pochi autori noti di cantari.

## Biografia
Non appartenente all'importante famiglia Pucci di Firenze, fu, dal 1334 e per diciotto anni, campanaro di Palazzo. La poesia fu però molto importante per lui, un popolano autodidatta e semicolto,che riuscì a tradurre in poesia il sentimento a volte anche politico del popolo, come, ad esempio, con la drammatica deriva dispotica della dittatura del Duca di Atene, Gualtieri VI di Brienne. Rimase tutta la sua vita a Firenze. Dal 1349 al 1369 fu banditore e approvatore del Comune fiorentino nel Palazzo del Bargello. Il suo lavoro consisteva nel registrare le cauzioni che i cittadini depositavano al Comune e avvisare la popolazione dei provvedimenti presi dal governo: a tale scopo egli aveva a disposizione un cavallo personale nel cortile del Bargello e una tromba d'argento, con i quali si doveva recare in trentadue luoghi della città per proclamare le notizie. Questa attività lo pose vicino alla vivace società fiorentina trecentesca, della quale percepiva le voci e le idee; tuttavia, negli anni, il lavoro cominciò a risultargli faticoso sul piano fisico, a causa delle urla attraverso le quali diffondeva i messaggi. Fu così che, dopo aver abbandonato il suo precedente lavoro, dal 1371 al 1382 diventò Guardiando degli Atti della Mercanzia, un incarico che svolse con costanza e competenza, come si evince dalla sua presenza pressoché continua nella copia degli atti mercantili, alla quale erano adibiti alternativamente due persone, una delle quali durante quel periodo fu sempre lui.
La sua opera principale fu il Centiloquio, in cui versificò in terzine la Cronica di Giovanni Villani. Si ricordano anche Le proprietà di Mercato Vecchio, dove diede una vivace immagine della vita fiorentina di quel tempo, varie poesie "in biasimo" e "in difesa" delle donne. Sono anche noti dei suoi cantari in ottava rima, probabilmente anche recitati pubblicamente, trattando di opere cavalleresche.
Il suo zibaldone, oggi noto come 'Libro di varie storie', è testimone indiretto di altre opere ivi compendiate.